# Морский, Тадеуш
Тадеуш Морский герба Топор (1752 или 1754 — 1 сентября 1825, Краков) — польский историк и публицист, научный писатель, поэт, переводчик и дипломат.
Родился в Малопольше (вероятно, под Перемышлем), был сыном Антония, позже кастеляна во Львове, и Анны Семяновских. Начальное образование получил у варшавских театинцев, 1766—1768 года учился в Рыцарской школе. Несколько позже, вероятно, поступил на службу в саксонскую армию. В 1776 году стал королевским камергером у Станислава Августа, вскоре был назначен кастеляном в Перемышле. В период Четырёхлетнего сейма сотрудничал (как публицист) с патриотической партией. В 1790 году стал кавалером ордена Святого Станислава.
В 1791 году получил при поддержке Игнацы Потоцкого королевское назначение на место парламентского делегата в дипломатической миссии в Мадриде, будучи утверждён затем министерством иностранных дел. По причине финансовых проблем миссия в Мадриде прекратила работу в июле 1791 года (там остался только временный поверенный в делах Каэтан Збыжевский).
Тадеуш Морский по оставлении в сентябре испанской земли на протяжении некоторого времени жил в Англии. В этот период в письмах к Потоцкому гневно писал, что его поступки являются причиной враждебности Хрептовича. После возвращения домой получил сумму в 6000 польских злотых (ранее получив авансом 2600 флоринов в качестве оплаты его полугодовой работы в миссии), а в октябре получил из рук короля орден Белого орла. В 1812 году присоединился к Генеральной конфедерации Королевства Польского.
Главные его сочинения: «О bezkrólewiach w Polsce и wybieraniu królów począwszy od Z. Augusta» (1790), «Uwagi nad piśmem S. Kzewuskiego о sukcesyi tronu w Polsce» (1790), «Relacyja о egzaminu komisyi skarbu koronnego od 1788—1790» (1791), «Myśli о sposobach i potrzebie przysposobienia młodzieży do szkoły dyplomatycznej w Polsce» (1792; эту книгу он опубликовал вскоре после возвращения на родину и призывал в ней к ликвидации всех польских дипломатических миссий за рубежом, исключая соседние страны), «Uwagi o chlopieh» (1792), все в Варшаве, и «Lettre à M. l’abbé de Pradt, ci-devant ambassadeur en Pologne» (Париж, 1815). Был также автором ироикомической поэмы «Pulpit żyjący» (1781).